# Изола дел Гран Сасо д'Италија
Изола дел Гран Сасо д'Италија (итал. Isola del Gran Sasso d'Italia) је насеље у Италији у округу Терамо, региону Абруцо.
Према процени из 2011. у насељу је живело 2162 становника. Насеље се налази на надморској висини од 414 м.

## Становништво
| 1931. | 1936. | 1951. | 1961. | 1971. | 1981. | 1991. | 2001. | 2011. |
| ----- | ----- | ----- | ----- | ----- | ----- | ----- | ----- | ----- |
| 5.875 | 6.448 | 6.878 | 6.059 | 5.285 | 5.089 | 4.952 | 4.883 | 4.840 |